# Marin Ćurić
Marin Ćurić (Bugojno, 23. listopada 1979.), hrvatski televizijski voditelj, urednik i novinar.

## Životopis
Marin Ćurić hrvatski je novinar. Trenutno radi u osječkom centru Hrvatske radiotelevizije. Od 2002. do 2020. godine bio je reporter, urednik i voditelj na Slavonskoj Televiziji u Osijeku. Magistar je novinarstva i odnosa s javnošću.

## Voditeljske i novinarske uloge
- Županijska panorama Osijek kao novinar (2020. – danas)
- Regionalni dnevnik kao novinar (2020. – danas)
- STV Vijesti kao reporter (2002. – 2020.)
- Teme dana kao voditelj i urednik (2014. – 2020.)
- Javna stvar kao urednik i voditelj (2013. – 2020.)
- Rikverc kao urednik i voditelj (2007. – 2008.)
- Ritam grada kao urednik i voditelj (2004. – 2005.)